# Новый музыкальный журнал
Новый музыкальный журнал, Neue Zeitschrift für Musik — немецкое музыкальное периодическое издание, выходящее с 3 апреля 1834 года. Фактическим основателем, главным автором и, с 1835 г., официальным редактором газеты был Роберт Шуман; на первых порах помогали ему в этом начинании его тесть Фридрих Вик и друзья Людвиг Шунке и Юлиус Кнорр. Почти сто лет газета выходила в Лейпциге.
Под руководством Шумана журнал в первое десятилетие своего существования выступал в поддержку наиболее выразительных представителей романтического течения, в том числе Фридерика Шопена и Гектора Берлиоза; сменивший Шумана в 1845 году Франц Брендель сделал её рупором «новой немецкой школы» в лице Ференца Листа и Рихарда Вагнера. В частности, в журнале были впервые опубликованы антисемитские статьи последнего (впрочем, опубликована была и ответная статья Эдуарда Бернсдорфа). В дальнейшем издание неоднократно реорганизовывалось, меняло периодичность. С 1929 г. газета издавалась в Регенсбурге. В 1943—1944 гг. газета стала основой для объединения нескольких музыкальных периодических изданий в одно под названием «Музыка на войне» (нем. Musik im Kriege), печатавшееся в Берлине. После Второй мировой войны издание на некоторое время прекратилось и было восстановлено в 1949 году в Регенсбурге, с 1955 года издаётся в Майнце. В разное время у его руля становились заметные специалисты — в частности, соредакторами некоторое время были Карл Амадеус Хартман и Карл Дальхаус.

## Руководство изданием
- Юлиус Кнорр (1834)
- Роберт Шуман (1835—1844)
- Освальд Лоренц (1844)
- Франц Брендель (1845—1868)
- Кристиан Фридрих Кант (1869—1885)
- Оскар Швальм (1886—1888)
- Пауль Симон (1889—1898)
- Эдмунд Рохлих (1899—1903)
- Арнольд Шеринг (1903—1904)
- Арнольд Шеринг и Вальтер Ниман (1905—1906)
- Карл Кипке и Людвиг Франкенштейн (1906—1907)
- Людвиг Франкенштейн (1907—1910)
- Фридрих Брандес (1911—1919)
- Макс Унгер (1920)
- Вольфганг Ленк (1920)
- Альфред Хойсс (1921—1929)
- Густав Боссе (1929—1943)
- Херберт Геррик (1943—1944)
- Эрих Валентин (1949—1959)
- Карл Амадеус Хартман и Эрнст Томас (1960—1963)
- Эрнст Томас (1963—1967)
- Эрнст Томас и Отто Томек (1967—1972)
- Эрнст Томас, Отто Томек и Карл Дальхаус (1972—1975)
- Эрнст Томас, Отто Томек, Карл Дальхаус и Ханс Эш (1975—1978)
- Вольфганг Бурде (1979—1982)
- Харальд Будвег, Манфред Караллус, Михаэль Штегеман (1982—1984)
- Манфред Караллус, Михаэль Штегеман, Зигфрид Шибли (1985—1988)
- Зигфрид Шибли, Петер Никлас Вильсон, Лотте Талер (1988—1992)
- Рольф Штолль (1993—2017)
- Тиль Книппер ((2017—2022)
- Зара Вальтер (2022—2024)
- Штефан Фрике и Моника Фойтхофер (с марта 2024 г.)

## Журнал сегодня
В настоящее время журнал выходит с периодичностью шесть выпусков в год под эгидой музыкального издательства Schott Musik. Каждый выпуск затрагивает определённую тему, содержит несколько эссе, книжных обзоров и CD.